# Rhyparobia maderae
Rhyparobia maderae är en kackerlacksart som först beskrevs av Fabricius 1781.  Rhyparobia maderae ingår i släktet Rhyparobia och familjen jättekackerlackor. Arten är reproducerande i Sverige. Inga underarter finns listade i Catalogue of Life.